# Obesotoma japonica
Obesotoma japonica é uma espécie de gastrópode do gênero Obesotoma, pertencente a família Mangeliidae.